# Tito Publio Carisio

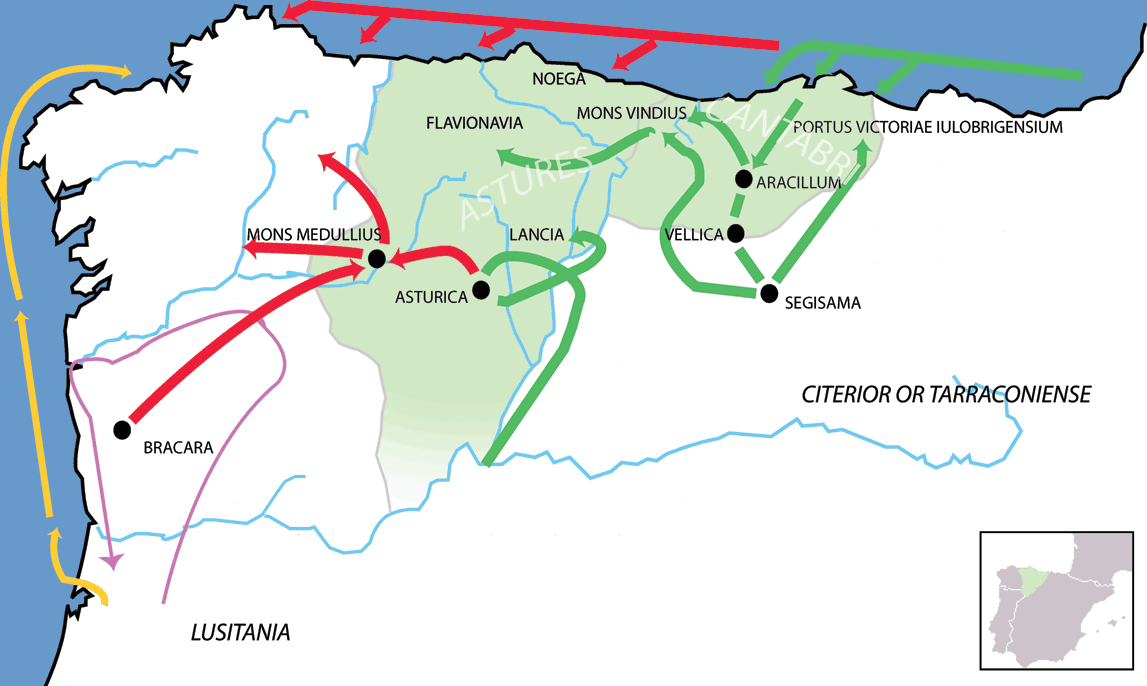
Le campagne degli anni 29-19 a.C.

Tito Publio Carisio (in latino: Titus Publius Carisius; attorno al 55 a.C. – I secolo) è stato un militare romano, probabilmente di origine italica.

## Biografia
È ricordato prima come luogotenente di Ottaviano durante gli scontri avvenuti contro Sesto Pompeo nel 36 a.C., ed un decennio più tardi come legato della Spagna Ulteriore negli anni 27-22 a.C. Rimasto in Lusitania per 5 anni, al principio del suo mandato, con una rapida marcia salvò l'esercito da un attacco a sorpresa ordito dal popolo degli Asturi ed ottenne una vittoria campale, un'eccezione per campagne di questo genere. I resti dell'esercito degli Asturi appena sconfitto si rifugiarono nella loro capitale, Lancia, ma al termine di un duro assedio furono vinti e sottomessi dal comandante romano, insieme a molti altri punti strategici della regione.
Al termine del primo biennio di campagne fondava la colonia di Emerita Augusta (25 a.C.) con i veterani delle legioni V Alaudae e X Gemina. Durante il suo mandato coniò un denario sul quale era rappresentato il viso di Augusto e sul retro era riportato il suo nome con la dicitura P. CARISIVS LEG AVGVSTI, ma Dione lo accusò di sprechi e crudeltà.
Combatté nuovamente contro una sollevazione tra gli Asturi nel 22 a.C., a fianco del nuovo legato della Tarraconense, un certo Gaio Furnio(console nel 17 a.C.).

### Fonti primarie
- Cassio Dione Cocceiano, Storia romana, LIII-LIV.
- Floro, Epitome di storia romana, II, 33.
- Appiano di Alessandria, Guerra Civile, V.

### Fonti secondarie
- Jorge Camino, Yolanda Viniegra y Rogelio Estrada, La Carisa: Ástures y Romanos Frente a Frente, 2005, ISBN 84-7925-287-1.
- William Smith, Dictionary of Greek and Roman Biography and Mythology, vol. I, Boston, Little, Brown, and Company, 1867,  p. 613.
- R.Syme, L'aristocrazia Augustea, trad.it., Milano 1993.
- A. Brancati, Augusto e la guerra di Spagna, Urbino 1963.
- Angel Ocejo Herrero e AAVV, Las Guerras Cántabras.